# 金忠宰
金忠宰（： Kim Chung Jae，1986年6月30日—）生于韓國京畿道水原市，是韓國的產品設計師和艺人。2017年作为網路漫畫家旗安84的美術大學后輩出演《我獨自生活》，因擁有高顏值而成為話題，被觀眾愛稱為「美大Oppa」。

## 學歷
- 孝園高等學校
- 秋溪藝術大學（朝鲜语：추계예술대학교） 西洋畫學士
- 弘益大學 國際設計專門大學院 產品設計 碩士

## 演藝生涯
2017年，出演了《我獨自生活》后，因外貌造成話題，9月和Speeker娛樂簽訂專屬合約。Speeker娛樂是韓國有名的模特公司Esteem和SM Entertainment合作的公司。公司主要進行著全球精英管理和知名人士宣傳，創意性產品製作等多樣化的項目。
旗安84表示“作為藝術家，不要錯過與更多人交流的機會”。聽到這個建議后，金忠宰開始出演節目。
金忠宰从2017年起，在《我獨自生活》旗安84篇中都只出演了一小段，但因與旗安84和朴娜勑的節目三角戀關係而有高度關注度。但之後在節目中甚少看到其身影，直到第264集因與旗安84一起接受健康檢查而再次於節目中出鏡。後於《我獨自生活》第265集以正式嘉賓身份登場。

## 演出作品

### 綜藝節目
| 年份   | 電視臺                          | 節目                       | 備註                                     |
| ------ | ------------------------------- | -------------------------- | ---------------------------------------- |
| 2017年 | MBC every1                      | Video Star                 | Ep66                                     |
| 2017年 | MBC                             | 我獨自生活                 | Ep209、220、221                          |
| 2017年 | SBS                             | 英才挖掘團                 | Ep167                                    |
| 2018年 | Naver TV （页面存档备份，存于） | 忠宰畫室S1                 | Ep1-8                                    |
| 2018年 | Naver TV （页面存档备份，存于） | 忠宰畫室S2                 | Ep9-16                                   |
| 2018年 | MBC                             | 獨特奇怪的工房（中秋特輯） | 2018.09.25 播出                          |
| 2018年 | MBC                             | 我獨自生活                 | Ep229、230、264、265、272、273           |
| 2019年 | Channel A                       | 屋頂上的馬格利             | Ep12 (1月22日)                           |
| 2019年 | Naver TV （页面存档备份，存于） | 忠宰畫室S3                 | Ep17-24                                  |
| 2019年 | MBC                             | 我獨自生活                 | Ep283、284、295、296、300、301、309、317 |
| 2020年 | MBC                             | 幫我找房子吧               | Ep76 (9月20日)                           |
| 2020年 | MBC                             | 我獨自生活                 | Ep369、396                               |

### 音樂錄影帶
- 2018年：Dynamic Duo 《봉제선 (Feat. 수란)》（縫線 Feat. Suran）[5]

### 廣告
- 休閒服裝 PROJECT M 模特
- 카페베네 (CAFFE BENE) （页面存档备份，存于）
- HEATH KOREA

### 其他
- 三星 Galaxy note 9 宣传大使 [6]
- 釜山 ONE ASIA FESTIVAL （BOF) 旗幟計劃”藝術指導總管
- SK電信 0順位旅行

### 獲獎
- 2019年：2020 First Brand Awards 藝術藝人部門

## 演唱會態度爭議
2019年2月3日晚7時，在SHINee Key的演唱會Keyland上，他連續2個小時用筆記本電腦畫畫（當時據說已經轉換爲平板電腦模式），引起了爭議。事情發生後第二天一大早就上傳了道歉信，但是hashtag和表情包滿滿的毫無誠意，點燃了SHINee Key粉絲們的輿論，引發了更大的爭議。
現在道歉信已被刪除，道歉信中顯示的無誠意態度和自己的kakaotalk表情符號， 及提起毫無關聯的藝術作品，使爭議一直沒有平息。

## 外部連結
- 金忠宰 namu.wiki （页面存档备份，存于）
- 金忠宰官方網站 （页面存档备份，存于）
- 金忠宰個人的Instagram帳戶
- 金忠宰設計作品的Instagram帳戶
- 金忠宰 （页面存档备份，存于）的YouTube帳戶